# 鉄道敷設法別表第4号
鉄道敷設法別表第4号は、1922年（大正11年）4月11日に公布・施行された「鉄道敷設法」（大正11年法律第37号）別表に定められていた条文の一つ。

## 原文
青森縣三戸ヨリ七戸ヲ經テ千曳ニ至ル鐡道

## 現代風の表記
青森県三戸より七戸を経て千曳に至る鉄道

## 開業区間
- 開業区間
  - 南部縦貫鉄道（現在の南部縦貫）南部縦貫鉄道線 七戸 - 西千曳 - 野辺地間 20.6km
    - 1997年（平成9年）5月6日 休止
    - 2002年（平成14年）8月1日 廃止

  - 鉄道転換バス路線
  - 十和田観光電鉄十和田 - 七戸 - 野辺地 - まかど温泉線（三本木営業所 - 日の出町 - 三高前経由）
笊田川久保 - 野辺地駅間
- 未開業区間
  - 三戸 - 七戸間
- その他・特記事項
  - 南部縦貫鉄道南部縦貫鉄道線 西千曳 - 野辺地間は、1968年（昭和43年）8月5日の東北本線 千曳 - 野辺地間の複線・新線に切替えに伴い廃止となった旧線区間を南部縦貫鉄道が日本国有鉄道から借り受けて営業を開始した区間。後に国鉄分割民営化によって発足した日本国有鉄道清算事業団から東北本線 千曳 - 野辺地間の旧線区間の鉄道施設（国有地）の買い取りを要請され、その資金が捻出できない事から、南部縦貫鉄道線 西千曳 - 野辺地間を含む全区間の休止を余儀なくされるに至り、これが、廃止の引き金ともなった。